# Stéphane Audel
Stéphane Audel est un acteur belge, né Amédée Glesener le 23 juin 1901 à Liège et mort le 21 juillet 1984 à Tilff,. 

## Biographie
Stéphane Audel a fait l'essentiel de sa carrière d'acteur au théâtre et à la radio, particulièrement en Suisse et en France.

## Théâtre
- 1922 : Le Mariage d'Hamlet de Jean Sarment
- 1924 : L'Épreuve du bonheur de Henri Clerc
- 1929 : Les Vrais Dieux de Georges de Porto-Riche, mise en scène Henri Desfontaines, Théâtre Albert 1er
- 1930 : L'Opéra de quat'sous de Bertolt Brecht, mise en scène Gaston Baty
- 1933 : Napoléon de Saint-Georges de Bouhélier
- 1935 : Margot de Édouard Bourdet, mise en scène Pierre Fresnay
- 1937 : Numance d'après Miguel de Cervantès, mise en scène Jean-Louis Barrault
- 1942 : L'Annonce faite à Marie de Paul Claudel, mise en scène Louis Jouvet
- 1942 : La Belle au bois de Jules Supervielle, mise en scène Louis Jouvet
- 1949 : L'Archipel  Lenoir d'Armand Salacrou,  mise en scène Charles Dullin, Théâtre des Célestins
- 1950 : L'Affaire Fualdès de Denis Marion, mise en scène Georges Douking, Théâtre du Vieux Colombier
- 1951 : Corruption au palais de justice d'Ugo Betti, mise en scène Yves Villette, Théâtre Lancry
- 1953 : Sur la terre comme au ciel de Fritz Hochwälder, mise en scène Jean Mercure, Théâtre des Célestins
- 1956 : Les Bas-fonds de Maxime Gorki, mise en scène Sacha Pitoëff
- 1957 : Vous qui nous jugez de Robert Hossein, mise en scène de l'auteur, Théâtre de l'Œuvre
- 1957 : Bettina d'Alfred Fabre-Luce, mise en scène Pierre Valde, Théâtre de l'Œuvre
- 1959 : Le Client du matin d'après Brendan Behan, mise en scène Georges Wilson
- 1963 : Le Système Fabrizzi d'Albert Husson, mise en scène Sacha Pitoëff, Théâtre Moderne
- 1966 : Dieu, empereur et paysan de Julius Hay, mise en scène Georges Wilson, TNP Festival d'Avignon

## Filmographie
- 1925 : La Vocation d'André Carel de Jean Choux : André Carel
- 1939 : Le Feu de paille ou L'Enfant prodige de Jean Benoît-Lévy
- 1956 : L'Affaire Hugues (téléfilm), épisode de la série En votre âme et conscience
- 1957 : L'Affaire Pranzini (téléfilm), épisode de la série En votre âme et conscience
- 1957 : L'Affaire Levaillant (téléfilm), épisode de la série En votre âme et conscience
- 1967 : Au théâtre ce soir : Le Système Fabrizzi d'Albert Husson, mise en scène Sacha Pitoëff, réalisation Pierre Sabbagh, Théâtre Marigny

## Publications
- La Maison du coin (roman autobiographique), Éditions du Scorpion, Paris, 1960
- Les Instruments de musique, dessins de Judith Bledsoe, Armand Colin, Paris, 1961